# マハマヌ・ウスマン
マハマヌ・ウスマン（Mahamane Ousmane、1950年1月20日-）は、ニジェールの政治家。ハウサ人。ニジェール共和国第四代元首。1993年4月16日から、クーデターで政権を追われる1996年1月27日まで大統領を務めた。政界復帰後、1999年12月から2009年5月までは国会議長を務めた。民主社会会議（CDS）元党首。
ウスマンは1993年2月27日の大統領選挙で民主社会会議から立候補し、26.59%を得て社会発展国民運動(MSND)のタンジャ・ママドゥに次いで2位につけ、他政党と変革勢力同盟（AFC）を結成することにより決選投票で54.42%の票を得て.
大統領に就任し、ニジェール最大の民族であるハウサ人からの初の大統領となった。
大統領に就任すると、ウスマンはAFC内のニジェール民主社会主義党（PNDS）のマハマドゥ・イスフを首相に就け、連立の強化を図った。しかし経済不安による治安の混乱で政情は不安定となり、1994年9月28日にウスマンはイスフを罷免し、後継にスーレイ・アブドゥライを任命した。しかしこれによってPNDSは連立を離脱し、AFCは少数与党による政局運営を余儀なくされた。これに伴い1995年1月に議会選が行われ、野党MNSDが勝利し、首相にMNSDのハマ・アマドゥが就任。コアビタシオン体制となったウスマン政権はさらに混迷の度を深めていった。
1996年1月27日、参謀総長イブライム・バレ・マイナサラによるクーデターが起き、ウスマンは政権を追われた。その後、マイナサラが民政移管を行うため7月7日から8日に大統領選を実施するとウスマンは再び立候補したが、19.75%の得票で2位となり敗れた。独裁化を進めるマイナサラ政権に対し、ウスマンはママドゥやイスフとともに1997年11月の選挙をボイコットした。
1999年4月にマイナサラ大統領が暗殺され、クーデターを起こしたダオダ・マラム・ワンケが民政移管を実行すると、ウスマンも出馬したがタンジャ・ママドゥに敗北した。2004年ニジェール大統領選挙にも同様に出馬したが、17.43%の得票でママドゥとイスフに次ぐ3位に終わった。ニジェールの憲法では大統領の3選は禁止されていたが、ママドゥ大統領は憲法を改正するため2009年に国民投票に訴えたため、ウスマンとCDSは国民投票と議会選をボイコットした。これに対しママドゥ大統領はウスマン、イスフ、ハマ・アマドゥの3名の逮捕状を請求。ウスマンは国外に逃れた。2010年2月18日、サル・ジボによるクーデターでママドゥ大統領が追放されると、ウスマンはニジェールへと帰国した。
2020年12月27日執行のニジェール大統領選挙では暫定結果で17％を得票し、39.3％のモハメド・バズム元外相と共に決選投票に進んだ。2021年2月21日の決選投票では得票率44.25％にとどまり落選。